# Aringin
Aringin is een bestuurslaag in het regentschap Musi Rawas van de provincie Zuid-Sumatra, Indonesië. Aringin telt 1797 inwoners (volkstelling 2010).